# الانتخابات الرئاسية التركية 1973
الانتخابات الرئاسية التركية لسنة 1973 جرت بتاريخ 13 مارس إلى 6 أبريل 1973، حيث اجتمعت الجمعية الوطنية الكبرى لاختيار رئيس الجمهورية خلفا للرئيس جودت صوناي ترشح 3 مترشحين أساسيين ولم يحصل أحد منهم على أغلبية الثلثين طوال 14 جلسة انتخابية، مما حدى بالمرشح فخري كوروترك قائد القوات البحرية السابق والمتقاعد الترشح في الجولة 15 يوم 6 أبريل ما أسفر عن انتخابه بالأغلبية المنصوص عليها قانونا وإعلانه رئيسا للجمهورية لفترة 7 سنوات.

## التصويت
- يوم الاقتراع 13 مارس 1973

| إنتخاب رئيس الجمهورية التركية 13 مارس إلى 6 أبريل 1973                | إنتخاب رئيس الجمهورية التركية 13 مارس إلى 6 أبريل 1973 | إنتخاب رئيس الجمهورية التركية 13 مارس إلى 6 أبريل 1973 | إنتخاب رئيس الجمهورية التركية 13 مارس إلى 6 أبريل 1973 | إنتخاب رئيس الجمهورية التركية 13 مارس إلى 6 أبريل 1973 | إنتخاب رئيس الجمهورية التركية 13 مارس إلى 6 أبريل 1973 |
| --------------------------------------------------------------------- | ------------------------------------------------------ | ------------------------------------------------------ | ------------------------------------------------------ | ------------------------------------------------------ | ------------------------------------------------------ |
| عدد الجولة ويوم الاقتراع                                              | عدد الجولة ويوم الاقتراع                               | ج13/1مارس                                              | ج13/2مارس                                              | ج13/3مارس                                              | ج13/4مارس                                              |
| المترشح                                                               | الإنتماء الحزبي                                        | النتيجة                                                | النتيجة                                                | النتيجة                                                | النتيجة                                                |
| فاروق غورلر                                                           | مستقل                                                  | 175                                                    | 176                                                    | 186                                                    | 200                                                    |
| فيروح بوزبيلي                                                         | الحزب الديمقراطي                                       | 45                                                     | 47                                                     | 47                                                     | 48                                                     |
| محمد تيكين أريبرون                                                    | حزب العدالة                                            | 282                                                    | 284                                                    | 285                                                    | 276                                                    |
| عدد الأعضاء الحاضرين للجلسة                                           | عدد الأعضاء الحاضرين للجلسة                            | 517                                                    | 519                                                    | 527                                                    | 535                                                    |
| لم يتجاوز أحد المترشحين حاجز الثلثين الكفيلة بإنتخابه رئيسا للجمهورية |                                                        |                                                        |                                                        |                                                        |                                                        |

- اقتراح يوم 16و21و24 مارس 1973

| إنتخاب رئيس الجمهورية التركية 13 مارس إلى 6 أبريل 1973                | إنتخاب رئيس الجمهورية التركية 13 مارس إلى 6 أبريل 1973 | إنتخاب رئيس الجمهورية التركية 13 مارس إلى 6 أبريل 1973 | إنتخاب رئيس الجمهورية التركية 13 مارس إلى 6 أبريل 1973 | إنتخاب رئيس الجمهورية التركية 13 مارس إلى 6 أبريل 1973 | إنتخاب رئيس الجمهورية التركية 13 مارس إلى 6 أبريل 1973 |
| --------------------------------------------------------------------- | ------------------------------------------------------ | ------------------------------------------------------ | ------------------------------------------------------ | ------------------------------------------------------ | ------------------------------------------------------ |
| عدد الجولة ويوم الاقتراع                                              | عدد الجولة ويوم الاقتراع                               | ج16/5مارس                                              | ج16/6مارس                                              | ج21/7مارس                                              | ج24/8مارس                                              |
| المترشح                                                               | الإنتماء الحزبي                                        | النتيجة                                                | النتيجة                                                | النتيجة                                                | النتيجة                                                |
| فاروق غورلر                                                           | مستقل                                                  | 149                                                    | 165                                                    | 11                                                     | 20                                                     |
| فيروح بوزبيلي                                                         | الحزب الديمقراطي                                       | 48                                                     | 48                                                     | 92                                                     | 69                                                     |
| محمد تيكين أريبرون                                                    | حزب العدالة                                            | 293                                                    | 292                                                    | 0                                                      | 0                                                      |
| عدد الأعضاء الحاضرين للجلسة                                           | عدد الأعضاء الحاضرين للجلسة                            | 498                                                    | 518                                                    | 142                                                    | 120                                                    |
| لم يتجاوز أحد المترشحين حاجز الثلثين الكفيلة بإنتخابه رئيسا للجمهورية |                                                        |                                                        |                                                        |                                                        |                                                        |

- اقتراح يوم 26و27و28و30 مارس 1973

| إنتخاب رئيس الجمهورية التركية 13 مارس إلى 6 أبريل 1973                | إنتخاب رئيس الجمهورية التركية 13 مارس إلى 6 أبريل 1973 | إنتخاب رئيس الجمهورية التركية 13 مارس إلى 6 أبريل 1973 | إنتخاب رئيس الجمهورية التركية 13 مارس إلى 6 أبريل 1973 | إنتخاب رئيس الجمهورية التركية 13 مارس إلى 6 أبريل 1973 | إنتخاب رئيس الجمهورية التركية 13 مارس إلى 6 أبريل 1973 |
| --------------------------------------------------------------------- | ------------------------------------------------------ | ------------------------------------------------------ | ------------------------------------------------------ | ------------------------------------------------------ | ------------------------------------------------------ |
| عدد الجولة ويوم الاقتراع                                              | عدد الجولة ويوم الاقتراع                               | ج26/9مارس                                              | ج27/10مارس                                             | ج28/11مارس                                             | ج30/12مارس                                             |
| المترشح                                                               | الإنتماء الحزبي                                        | النتيجة                                                | النتيجة                                                | النتيجة                                                | النتيجة                                                |
| فاروق غورلر                                                           | مستقل                                                  | 51                                                     | 57                                                     | 81                                                     | 69                                                     |
| فيروح بوزبيلي                                                         | الحزب الديمقراطي                                       | 59                                                     | 51                                                     | 51                                                     | 43                                                     |
| محمد تيكين أريبرون                                                    | حزب العدالة                                            | 0                                                      | 0                                                      | 0                                                      | 0                                                      |
| عدد الأعضاء الحاضرين للجلسة                                           | عدد الأعضاء الحاضرين للجلسة                            | 152                                                    | 157                                                    | 178                                                    | 140                                                    |
| لم يتجاوز أحد المترشحين حاجز الثلثين الكفيلة بإنتخابه رئيسا للجمهورية |                                                        |                                                        |                                                        |                                                        |                                                        |

- اقتراح يوم 2و4و6 أبريل 1973

| إنتخاب رئيس الجمهورية التركية 13 مارس إلى 6 أبريل 1973                          | إنتخاب رئيس الجمهورية التركية 13 مارس إلى 6 أبريل 1973 | إنتخاب رئيس الجمهورية التركية 13 مارس إلى 6 أبريل 1973 | إنتخاب رئيس الجمهورية التركية 13 مارس إلى 6 أبريل 1973 | إنتخاب رئيس الجمهورية التركية 13 مارس إلى 6 أبريل 1973 |
| ------------------------------------------------------------------------------- | ------------------------------------------------------ | ------------------------------------------------------ | ------------------------------------------------------ | ------------------------------------------------------ |
| عدد الجولة ويوم الاقتراع                                                        | عدد الجولة ويوم الاقتراع                               | ج2/13أبريل                                             | ج4/14أبريل                                             | ج6/15أبريل                                             |
| المترشح                                                                         | الإنتماء الحزبي                                        | النتيجة                                                | النتيجة                                                | النتيجة                                                |
| فخري كوروترك                                                                    | مستقل                                                  | -                                                      | -                                                      | 365                                                    |
| فاروق غورلر                                                                     | مستقل                                                  | 64                                                     | 52                                                     | 87                                                     |
| فيروح بوزبيلي                                                                   | الحزب الديمقراطي                                       | 55                                                     | 51                                                     | 51                                                     |
| محمد تيكين أريبرون                                                              | حزب العدالة                                            | 2                                                      | 0                                                      | 17                                                     |
| عدد الأعضاء الحاضرين للجلسة                                                     | عدد الأعضاء الحاضرين للجلسة                            | 149                                                    | 136                                                    | 557                                                    |
| فاز المرشح فخري كوروترك بعد تخطيه حاجز الثلثين الكفيلة بإنتخابه رئيسا للجمهورية |                                                        |                                                        |                                                        |                                                        |